# Championnat du Malawi de football 2000-2001
Navigation
Saison précédente Saison suivante
La saison 2000-2001 du Championnat du Malawi de football est la seizième édition de la Super League, le championnat de première division malawite. Elle se déroule sous la forme d’une poule unique avec quinze formations, qui s’affrontent à deux reprises. En fin de saison, les deux derniers du classement sont relégués tandis que le 13e doit disputer un barrage de promotion-relégation face au champion de D2.
C'est le double tenant du titre, Total Big Bullets qui remporte à nouveau le championnat cette saison, après avoir terminé en tête du classement final, avec trois points d'avance sur MTL Wanderers, qui achève pourtant le championnat en restant invaincu. C'est le sixième titre de champion du Malawi de l'histoire du club.

## Les clubs participants
- Total Big Bullets[1]
- Moyale Barracks FC
- CIVO United
- Silver Strikers
- Red Lions Zomba
- Illovo FC
- ADMARC Tigers
- MTL Wanderers[2]
- ACT Stars
- MAFCO FC
- Gola United - Promu de D2
- Blantyre University FC - Promu de D2
- Dwanga Sugar Corporation FC
- Super ESCOM
- MDC United

## Compétition

### Classement
| Rang | Équipe                      | Pts | J  | G  | N  | P  | Bp | Bc | Diff |
| ---- | --------------------------- | --- | -- | -- | -- | -- | -- | -- | ---- |
| 1    | Total Big BulletsT          | 69  | 28 | 21 | 6  | 1  | 67 | 23 | +44  |
| 2    | MTL Wanderers               | 66  | 28 | 19 | 9  | 0  | 70 | 22 | +48  |
| 3    | MDC United                  | 44  | 28 | 12 | 8  | 8  | 41 | 36 | +5   |
| 4    | Dwanga Sugar Corporation FC | 41  | 28 | 11 | 8  | 9  | 41 | 42 | -1   |
| 5    | Red Lions Zomba             | 39  | 28 | 10 | 9  | 9  | 46 | 39 | +7   |
| 6    | Illovo FC                   | 39  | 28 | 10 | 9  | 9  | 35 | 36 | -1   |
| 7    | Super ESCOM                 | 37  | 28 | 8  | 13 | 7  | 38 | 34 | +4   |
| 8    | ACT Stars                   | 37  | 28 | 9  | 10 | 9  | 33 | 33 | 0    |
| 9    | Blantyre University FCP     | 35  | 28 | 10 | 5  | 13 | 48 | 61 | -13  |
| 10   | Moyale Barracks FC          | 32  | 28 | 9  | 5  | 14 | 35 | 52 | -17  |
| 11   | Silver Strikers             | 31  | 28 | 7  | 10 | 11 | 31 | 36 | -5   |
| 12   | ADMARC Tigers               | 29  | 28 | 6  | 11 | 11 | 35 | 41 | -6   |
| 13   | CIVO United                 | 28  | 28 | 7  | 7  | 14 | 28 | 46 | -18  |
| 14   | MAFCO FC                    | 20  | 28 | 3  | 11 | 14 | 30 | 47 | -17  |
| 15   | Gola UnitedP                | 19  | 28 | 4  | 7  | 17 | 19 | 49 | -30  |

|  | Champion du Malawi 2000-2001                            |
|  | Pärticipation au barrage de promotion-relégation        |
|  | Relégation directe en deuxième division                 |
|  | T : Tenant du titre P : Club promu de deuxième division |

- CIVO United parvient à remporter son barrage de promotion-relégation et se maintient donc en première division.

## Bilan de la saison
| Championnat du Malawi de football 2000-2001 |                              |
| Champion                                    | Total Big Bullets (6e titre) |
| Qualifications continentales                |                              |
| Ligue des champions de la CAF 2002          | Aucun                        |
| Coupe des Coupes 2002                       | Aucun                        |
| Coupe de la CAF 2002                        | Aucun                        |
| Promotions et relégations                   |                              |
| Promus en Super League                      | Aucun                        |
| Relégués en National League                 | MAFCO FC                     |
| Relégués en National League                 | Gola United                  |